# 巴尔哈姆·萨利赫
巴尔哈姆·萨利赫（：‎，阿拉伯语：‎，1960年7月12日—），伊拉克政治人物，2018年至2022年担任第8任伊拉克总统。此前曾出任伊拉克库尔德斯坦地区总理和伊拉克联邦政府副总理。2018年10月2日，凭借219票击败仅得22票的福阿德·侯賽因，当选伊拉克总统。